# Plebicula thersites
Plebicula thersites är en fjärilsart som beskrevs av Cantener 1834. Plebicula thersites ingår i släktet Plebicula och familjen juvelvingar. Inga underarter finns listade i Catalogue of Life.